# Museo paleontologico di Montevarchi
Il Museo Paleontologico di Montevarchi è un museo paleontologico situato a Montevarchi (AR), parte dell'Accademia Valdarnese del Poggio, e fondato nel 1819. Chiuso per ristrutturazione nel maggio 2008, è tornato visitabile a partire dal 6 dicembre 2014, con una nuova organizzazione degli spazi e dei reperti.

## Storia del Museo

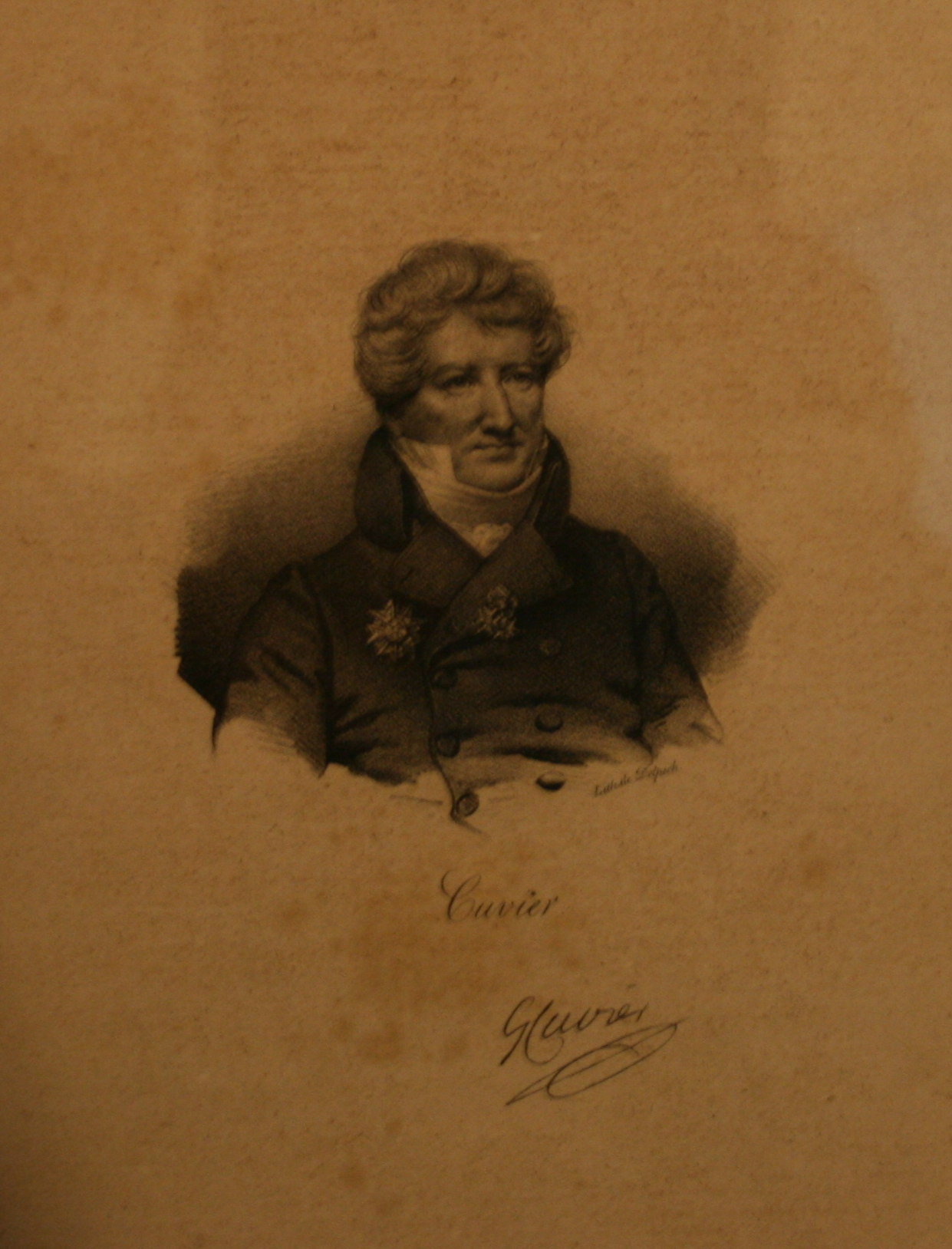
Georges Cuvier che studiò i primi reperti del Museo

Il nucleo originario della collezione si costituì intorno al 1809 a partire da una raccolta donata dal Monaco di Vallombrosa Luigi Molinari. Poco dopo Georges Cuvier, fondatore della paleontologia moderna, studiò questi primi reperti che erano allora conservati nei locali del convento dei frati Minori Francescani di Figline Valdarno. Nel 1818 la raccolta, assieme alla sede dell'Accademia e al fondo librario nel frattempo costituitosi, fu trasferita nei locali attuali di Montevarchi e fu aperta al pubblico ufficialmente nel 1829.
Nel periodo fra il 1873 3 il 1880 il prof. Paolo Marchi di Firenze e il prof. Forsyth Major di Glasgow classificarono i 732 reperti fino allora raccolti e iniziarono a compilare il relativo catalogo. Fu poi il prof. Giovanni Capellini, geologo e paleontologo, a continuare tale compilazione mentre il museo si arricchiva di nuovi pezzi. Il prof. Capellini scomparve nel 1922. Da allora, con fasi alterne, la raccolta ha continuato ad ampliarsi con nuove scoperte in ambito locale. 
A partire dagli anni ottanta, Museo e Accademia hanno dato un nuovo impulso alle varie attività sia in campo storico che in campo scientifico. In questi anni il materiale è stato inventariato (pubblicazione dei risultati nelle Memorie Valdarnesi Anno 157, Serie VII, Fascicolo VII, pag. 71-74) ed è iniziata la promozione del Museo nelle scuole del territorio. Da allora l'attività didattica è stata incessante e ha portato migliaia di visitatori a conoscere la preziosa collezione.
Il museo accoglie oltre 1600 reperti. Fra essi si distinguono fossili vegetali, come le noci di Juglans tephrodes e le foglie di Platanus aceroides e una ricca collezione di fossili animali, provenienti quasi esclusivamente dal Valdarno Superiore di età compresa fra il Pliocene superiore e il Pleistocene inferiore. Tra gli esemplari più interessanti del museo ricordiamo un gigantesco scheletro di elefante quasi completo con enormi difese della lunghezza di 320 cm., Mammuthus meridionalis, il cranio della “Tigre dai denti a sciabola”, Homotherium crenatidens, chiamata così a causa delle dimensioni dei canini superiori, i crani di Hystrix etrusca, ed il cranio del Canis etruscus, TIPO, cioè il primo che ha dato origine ad una nuova specie.
L'ultima acquisizione consiste in resti fossili di Elephas (P) antiquus rinvenuto in località Campitello presso Bucine (AR) nel 2001, la cui importanza risiede nel fatto che accanto ad essi sono stati trovati tre strumenti litici con ancora i resti dell'immanicatura.
L'allestimento del Museo Paleontologico presenta al pubblico la ricca collezione di fossili ricostruendo il filo che lega i reperti non solo ai secoli remoti di cui sono testimonianza, ma anche al territorio da cui essi provengono.
Il percorso museale ha inizio al piano terra con il grande Elephas che accoglie i visitatori nella biglietteria/bookshop. Al primo piano, la prima sala espositiva ripropone i criteri museografici ottocenteschi presentando, insieme ai fossili animali e vegetali, gli arredi e le didascalie originali dell'epoca (i cartellini, tutti manoscritti, riportano il nome scientifico del fossile, il luogo e l'anno di ritrovamento), rendendo il primo ambiente un “Museo del Museo”.
Le successive sale presentano un allestimento moderno e diacronico. Partendo dalla prima fase lacustre di 3 milioni di anni fa il visitatore può seguire lungo il percorso le variazioni climatiche e ambientali che hanno accompagnato la storia naturale del Valdarno, fino alla prima presenza umana (200.000 anni fa).

## Descrizione dei fossili

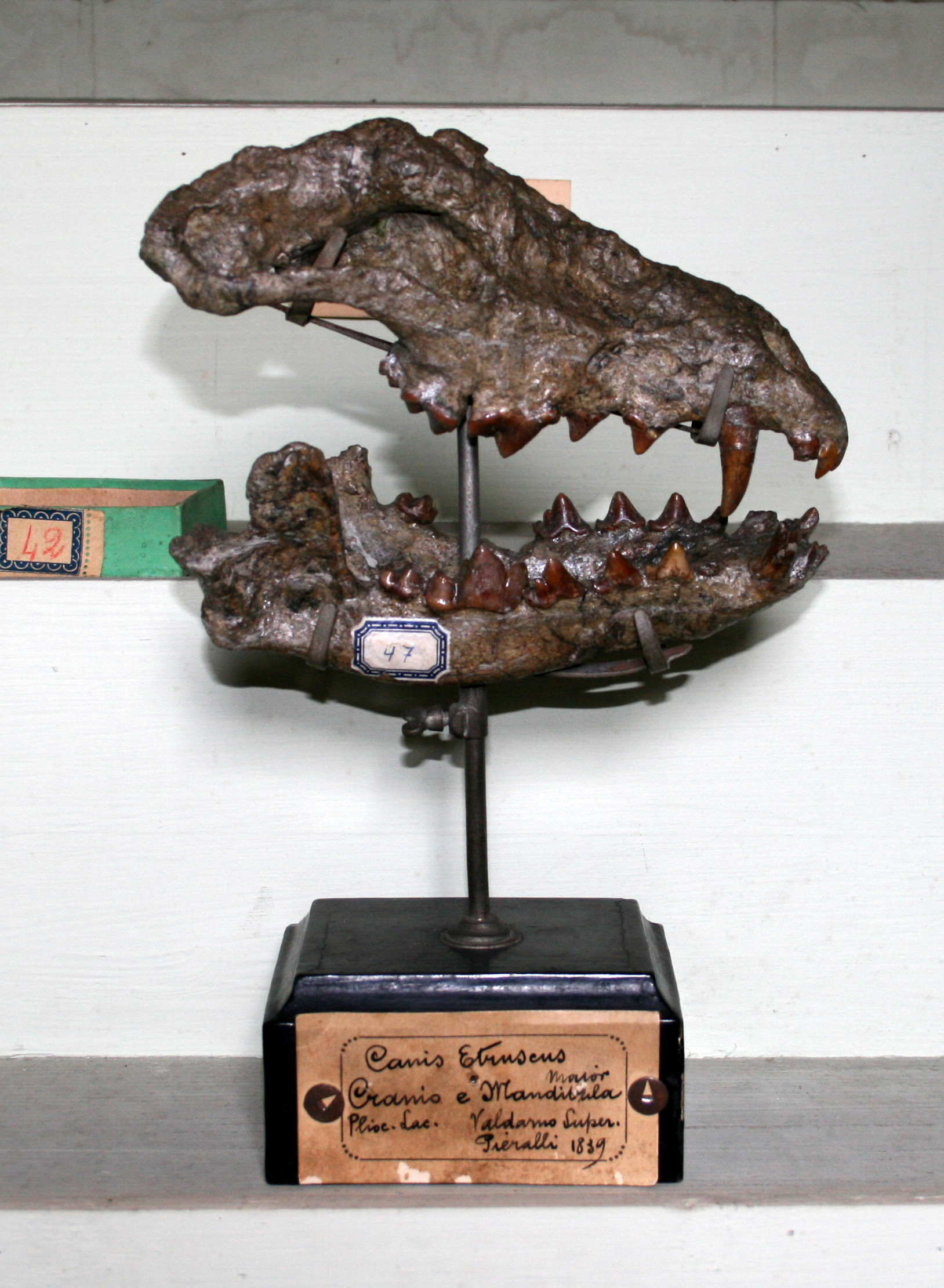
Canis etruscus

L'emblema del museo è il cranio, completo delle gigantesche difese, dell'Elephas meridionalis, ritrovato nella seconda metà dell'Ottocento in località Le Ville ed esposto nella prima sala che accoglie i visitatori al museo.
Le vetrine sono occupate da fossili di vegetali (filliti) provenienti da Castelnuovo dei Sabbioni e risalenti alla prima fase lacustre, (Ficus, magnolia, Castanea, Sequoia, Platanus, Quercus, Salix, ecc).Da notare i resti di noci di Juglans, le castagne acquatiche molto ben conservati, molluschi di acqua dolce, tartarughe di acqua dolce e trote.Troviamo poi i resti dello Stephanorhinus etruscus risalenti alla seconda fase lacustre nel gruppo di Montevarchi, simile all'attuale rinoceronte di Sumatra, anche questo a due corna che però non sono visibili perché non fossilizzano, i fossili di tapiro (Tapirus arvensis) risalenti alla prima fase lacustre nella successione di Santa Barbara, resti fossili di animali più piccoli come l'istrice (Hystrix etrusca), il castoro (Castor plicidens), la lepre (Lepus valdarnensis) e la bertuccia (Macaca sylvana florentina).
Tra i più importanti ritrovamenti, troviamo esposti:
il cranio del tipo di Canis etruscus, il fossile su cui il paleontologo Forsyt Major di Glasgow individuò e istituì tale specie; 
la iena (Hyaena robusta), l'unico mammifero in grado di rompere con le potenti mandibole le ossa degli altri animali per raggiungere il midollo - molto nutriente (questa particolare dieta permette la fossilizzazione delle feci (coproliti) ricche di pezzi di osso); 
i resti della tigre dai denti a sciabola (Megantereon crenatidens), risalenti alla seconda fase lacustre, dotata di enormi canini superiori che favorivano l'animale nell'uccisione delle prede ma che creavano problemi all'apertura della bocca e alla masticazione, rivelandosi un ostacolo evolutivo e la probabile causa di estinzione.
i fossili di Sus strozzii, un cinghiale pleistocenico con grandi zanne ricurve, antenato degli attuali cinghiali dell'isola di Giada e di Celebes, ma non dei nostri cinghiali.

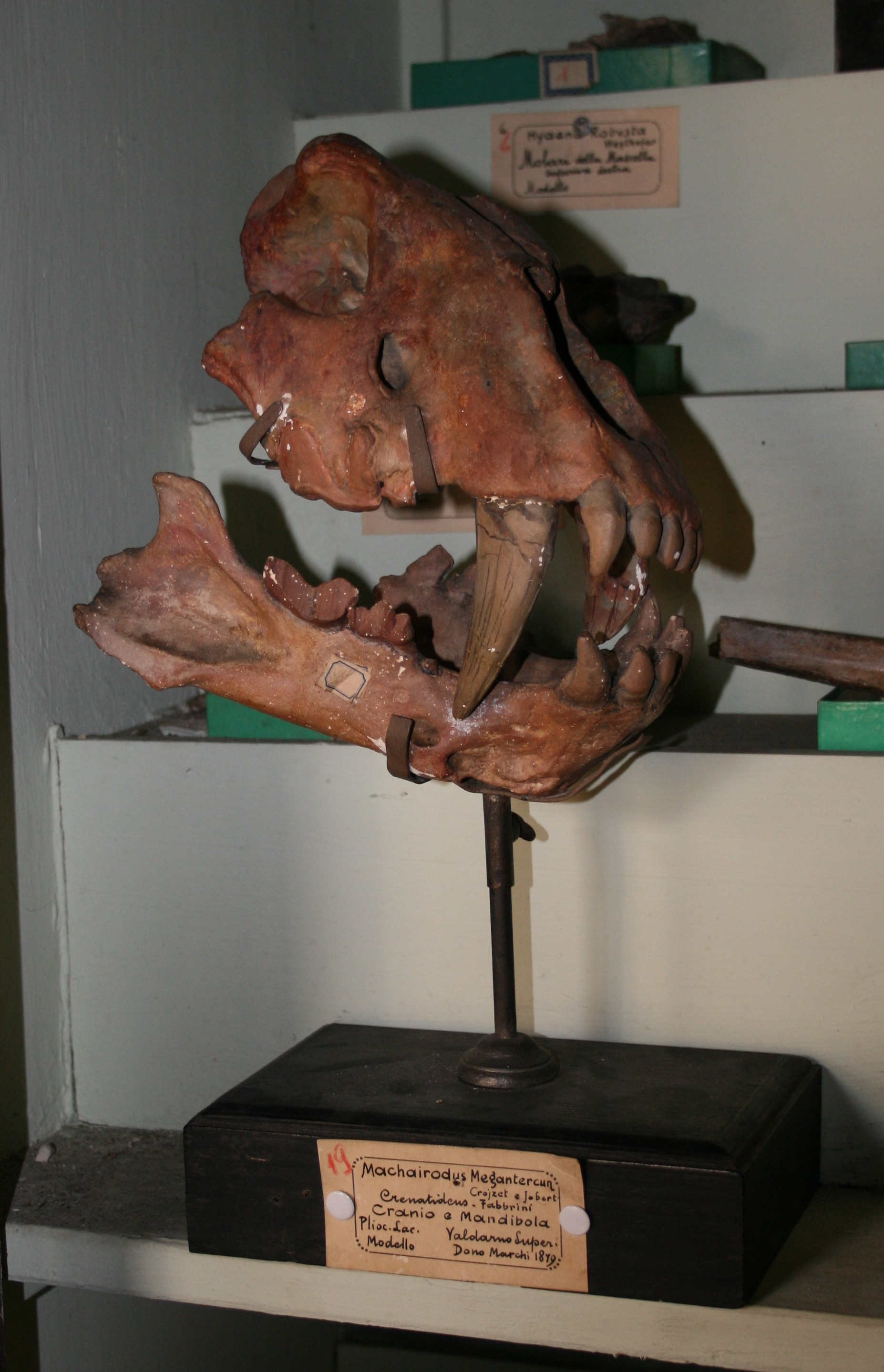
Tigre dai denti a sciabola

i resti dell'ippopotamo (Hippopotamus antiquus), major secondo le didascalie del museo.
i fossili di Leptobos etruscus, un ruminante simile ad una grossa antilope con una struttura degli arti molto particolare: il terzo e il quarto metacarpo e metatarso sono fusi in un unico osso (cannone).
i numerosi crani e palchi di cervidi (Pseudodama nestii, Eucladoceros dicranios);
i fossili di Equus stenonis, antenato del moderno cavallo, di Equus stehlini, un equide di media taglia adattato a suoli duri, simile all'asino attuale.
Il museo ospita anche alcuni fossili e rocce che non provengono dal Valdarno: il calcare Rosso Ammonitico del Monte Baldo in provincia di Verona (V13), alcuni calchi dono del Prof. Giovanni Capellini provenienti dal Museo di Geologia e Paleontologia dell'Università di Bologna, relativi a un sirenide pliocenico (Felsinotherium forestii), un particolare rettile marino (Ichthyosaurus campylodon) e una vertebra di Balaena etrusca(V12).